# Scion (botanique)
Pour les articles homonymes, voir Scion.
En arboriculture, un scion est le jeune rameau flexible, allongé, qui résulte du développement de la pousse de l'année, issue de l'œil terminal du scion de l'année précédente. Par extension, un semis d'un an est aussi appelé scion puisqu'il est uniquement constitué d'une pousse d'un an.
Le scion étant constitué de jeunes cellules méristématiques, il est plus apte à la greffe qu'un rameau de deux ans ou plus. Ces cellules permettront en effet une meilleure "soudure" que des cellules plus âgées.
Par extension, on nomme scion un jeune arbre greffé en pied à la fin de la première année de végétation du greffon. Les arbres fruitiers sont couramment vendus sous forme de "scions", moins chers que les gobelets, palmettes et autres formes qui demandent deux ans ou plus pour leur mise en forme.